# Jô
João Alves de Assis Silva, mer känd som Jô, född 20 mars 1987 i São Paulo, är en brasiliansk fotbollsspelare som spelar för Corinthians.

## Klubbkarriär

### Corinthians
Jô spelade för brasilianska Corinthians 2003–2005 och gjorde sammanlagt 13 mål på 85 matcher. Tillsammans med Corinthians vann han Campeonato Paulista 2003 och Série A 2005 och blev väldigt populär bland klubbens supportrar.

### CSKA Moskva
Efter en framgångsrik säsong med Corinthians såldes Jô till CSKA Moskva, där han omedelbart gjorde stor succé och gjorde 14 mål på sina 18 första matcher för klubben. Han imponerade även i Champions League där han gjorde två mål i matcherna mot Inter.
Mellan april och juli 2008 ryktades det om att Jô var på väg till AC Milan, Manchester City eller Everton. Manchester City var länge den mest ivriga av klubbarna, ledd av Sven-Göran Eriksson som senare ersattes av Mark Hughes.

### Manchester City
Den 27 juni 2008 blev det officiellt att Jô skulle skriva kontrakt med Manchester City till priset av 19 miljoner pund. Den 2 juli blev övergången klar och övergångssumman ska enligt rapporter ha varit ett klubbrekord för den ryska klubben. Brasilianaren sade att han beslutade sig för att gå till Manchester City för att det var den klubb som visade mest intresse för honom, men att andra klubbar också var intresserade, och att Valencia var nära att få honom.

### Everton
2 februari 2009 lånades Jô ut resten av säsongen till Everton, och i debuten den 7 februari mot Bolton gjorde han 2 mål, 1 på straff.

## Landslagskarriär
Jô kom för första gången med i truppen till brasilianska landslaget i maj 2007 mot England. Han fick dock inte spela under den matchen och fick vänta tills i juni samma år då han gjorde landslagsdebut mot Turkiet i en vänskapsmatch.
Efter debuten har Jô och landslagstränaren Dunga hamnat i gräl, vilket tros vara en av anledningarna till att Jô ständigt utelämnas ur landslagstruppen.

## Meriter

### Med Corinthians
- Campeonato Paulista: 2003
- Série A: 2005

### Med CSKA Moskva
- Ryska cupen i fotboll: 2006, 2008
- Ryska Premier League: 2006
- Ryska supercupen: 2006, 2007

### Med Internacional
- Recopa Sudamericana: 2011
- Campeonato Gaúcho: 2012

### Med Atlético Mineiro
- Campeonato Mineiro: 2013, 2015
- Copa Libertadores: 2013
- Recopa Sudamericana: 2014
- Copa do Brasil: 2014

### Med Brasiliens landslag
- OS-brons: 2008
- FIFA Confederations Cup: 2013